# سیارک ۱۸۱۵۱
سیارک ۱۸۱۵۱ (به انگلیسی: 18151 Licchelli، نامگذاری:2000OT60) هجده هزار و صد و پنجاه و یکمین سیارک کشف شده‌است که در ۲۹ ژوئیه ۲۰۰۰ کشف شد.
قدر مطلق سیارک برابر ۲۹.۵ است.